# Геосоциальные сети
Геосоциальная сеть — это вид социальных сетей, в которых используются геокодирование и гео-метки, расширяющие возможности социализации. Пользователи оставляют данные о своём местонахождении, что позволяет объединять и координировать действия пользователей на основании того, какие люди присутствуют в тех или иных местах, или какие события происходят в этих местах. Геолокация с помощью компьютеров может использовать либо IP, либо трилатерацию. В мобильных устройствах геолокация реализуется с помощью GPS, текстовой информации, либо LBS.

## История
Первой геосоциальной сетью стала Dodgeball, основанная в 2000 году и приобретённая в 2005 компанией Google. Позже — в 2009 году — проект превратился в Google Локатор.
Самой популярной на сегодня геосоциальной сетью является Foursquare. В апреле 2010 года сервис объявил о том, что перешёл порог в 3 000 000 пользователей.
Крупнейшим сервисом в кириллическом интернете стал AlterGeo. Кроме того, что этот ресурс является социальной сетью, он предоставляет услуги по определению местоположения пользователя компании Яндекс.

## Основные принципы использования геосоциальной сети
Пользователь, используя либо портативный компьютер, либо мобильное устройство, регистрируется на сервисе и отмечается в тех местах, в которых бывает: кафе, магазины, офисы и пр. В английском языке процесс называется «check-in», что трансформировалось в русском в «чекиниться» (или «отмечаться»). Пользователь, чаще всего бывающий в определённом месте, получает отличительный статус: например, «Мэр места» (Mayor of the venue) в Foursquare, «Легенда» — в AlterGeo. Это является основной мотивацией для использования сервиса. Многие магазины и кафе уже предоставляют специальные условия обслуживания и скидки тем людям, которые получили такие статусы.
Кроме того, за разного рода активность пользователи получают виртуальные награды: например, в случае с AlterGeo — баллы, медали, звания, а в Foursquare — «бейджи».